# SMG Studio
SMG Studio es una desarrolladora de videojuegos independiente con sede en Sídney, Australia. Son mejor conocidos por sus videojuegos Death Squared (2017), Moving Out (2020) y la serie One More. Su primer lanzamiento, Over The Top Tower Defense, se lanzó por primera vez para dispositivos móviles el 24 de mayo de 2014.
SMG Studio fue una de las diez empresas que recibieron financiación de Games Enterprise de Screen Australia en 2013.

## Productos
- ThumbZilla (2011)
- Over The Top Tower Defence (2014)
- One More Line (2014)
- One More Dash (2015)
- Risk: Global Domination (2015)
- One More Bounce (2016)
- Thumb Drift (2016)
- Death Squared (2017)
- Super One More Jump (2018)
- Fast & Furious Takedown (2018)
- No Way Home (2020)
- Moving Out (2020)[4]
- SP!NG (2021)[5]